# WISE 2255-3118
WISE 2255-3118 (= EQ J2255-3118) is een bruine dwerg met een spectraalklasse van T8. De ster bevindt zich 46,1 lichtjaar van de zon.